# Teatro Municipal Pedro Muñoz Seca

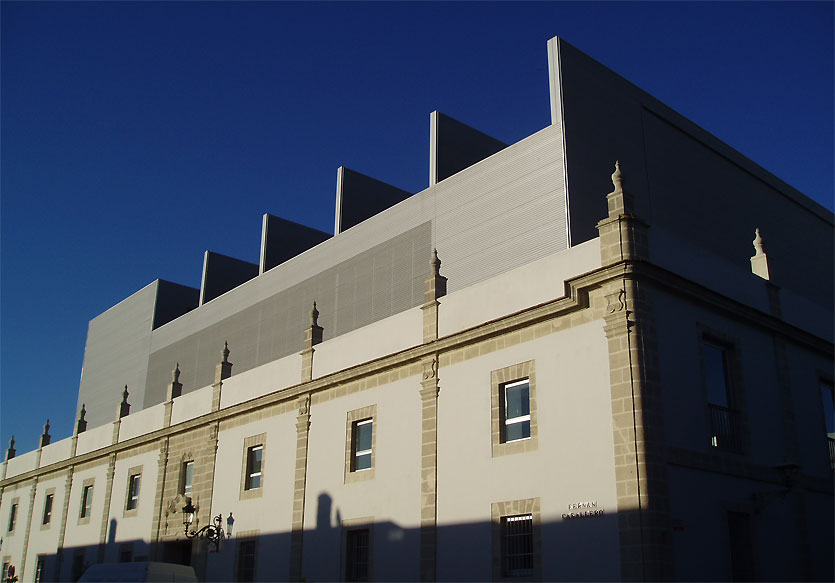
Teatro Municipal Pedro Muñoz Seca

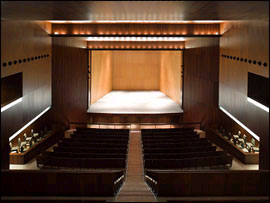
Teatro Muñoz Seca, interior

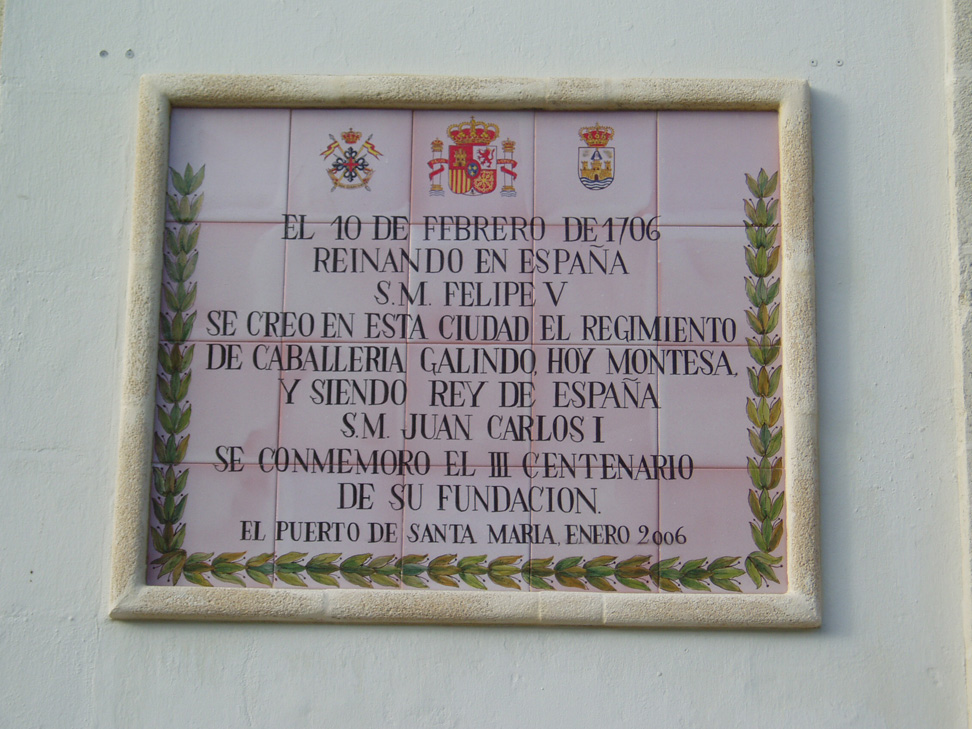
Placa del teatro

El Teatro Municipal Pedro Muñoz Seca se encuentra en la localidad gaditana de El Puerto de Santa María. 
Su nombre es un homenaje al famoso comediógrafo portuense Pedro Muñoz Seca. Se sitúa en la plaza del Polvorista, sobre un antiguo cuartel del siglo XVIII de un regimiento de caballería del Ejército, y cuenta con un aforo de 600 localidades. La ciudad había perdido tras un incendio en 1984 al anterior Teatro Principal; el nuevo Teatro Municipal queda inaugurado el 27 de octubre de 2007.
En los años previos a su inauguración se desató en la ciudad una polémica por el nombre del nuevo teatro, pues a la muerte del poeta Rafael Alberti en 1999 todos los partidos políticos con representación en el ayuntamiento acordaron, por iniciativa del Partido Popular que el poeta de la Generación del 27 diera nombre al nuevo espacio escénico. Finalmente, de nuevo por iniciativa del Partido Popular, se denominó Muñoz Seca para recordar al más ilustre dramaturgo que dio la ciudad.